# Resolució 959 del Consell de Seguretat de les Nacions Unides
La Resolució 959 del Consell de Seguretat de les Nacions Unides fou adoptada per unanimitat el 19 de novembre de 1994. Després de recordar totes les resolucions sobre la situació a Bòsnia i Hercegovina incloses les resolucions 824 (1993) i 836 (1993) el Consell va discutir els esforços de la Força de Protecció de les Nacions Unides (UNPROFOR) per assegurar l'aplicació de les resolucions del Consell de Seguretat a les zones segures de Bòsnia i Hercegovina.
El Consell de Seguretat va reafirmar la necessitat d'un acord entre les parts bosnianes i va condemnar els serbis de Bòsnia després que rebutgessin un acord territorial. Va expressar preocupació per l'escalada dels combats entorn de Bihać i la zona segura, i el posterior desplaçament de persones. Va reafirmar crides anteriors a les parts a cessar les hostilitats que podrien conduir a una major escalada de les tensions, i la necessitat d'un urgent alto el foc. Va fer èmfasi en la importància de Sarajevo com a centre multicultural, multiètnic i religiós. Es va assenyalar la declaració de la Unió Europea, Rússia, Regne Unit i Estats Units i el seu compromís d'enfortir el règim de zones segures.
Hi havia preocupació per les hostilitats a Bòsnia i Hercegovina i les violacions de la seva frontera internacional amb Croàcia, particularment per l'Exèrcit de la República Sèrbia de Krajina. Es va instar a totes les parts a cooperar amb la UNPROFOR per garantir l'aplicació de les resolucions del Consell de Seguretat sobre les zones segures. Es va preguntar al Secretari General Boutros Boutros-Ghali sobre possibles mesures addicionals per estabilitzar la situació a Bihać. Tant el Secretari General com la UNPROFOR van ser requerits per mantenir negociacions amb les parts de Bòsnia relatives a la desmilitarització de Sarajevo i la restauració de la vida normal a la ciutat d'acord amb la Resolució 900 (1994). Finalment, es va demanar al Secretari General que informés al Consell l'1 de desembre de 1994 sobre l'aplicació de la resolució actual.